# Igarapé-Açu
Igarapé-Açu is een gemeente in de Braziliaanse deelstaat Pará. De gemeente telt 35.241 inwoners (schatting 2009).